# Anthony Fowler
Anthony John Fowler (* 10. März 1991 in Liverpool) ist ein englischer Profiboxer im Halbmittelgewicht. Er ist ein Cousin des ehemaligen Fußballspielers Robbie Fowler.

## Amateurkarriere
Anthony Fowler begann im Alter von zehn Jahren mit dem Boxsport, gewann 2007 die Britischen Kadettenmeisterschaften, 2008 und 2009 die Englischen Juniorenmeisterschaften, sowie 2010 die Englischen Elite-Meisterschaften im Weltergewicht. Zudem konnte er 2011 und 2012 jeweils die Britischen Elite-Meisterschaften im Weltergewicht für sich entscheiden. 2014 gewann er die Englischen Elite-Meisterschaften im Mittelgewicht.
Seine ersten internationalen Erfolge waren der Gewinn einer Bronzemedaille im Halbweltergewicht bei den 1. EU-Meisterschaften der Kadetten 2007 in Italien sowie die Bronzemedaille im Mittelgewicht bei den Weltmeisterschaften 2013 in Kasachstan. Bei der WM konnte er sich gegen Victor Corobcevschii aus Moldawien (3:0), Abdelmalek Rahou aus Algerien (3:0), Dmytro Mytrofanow aus der Ukraine (3:0) und Stefan Härtel aus Deutschland (2:1) durchsetzen und erreichte damit das Halbfinale gegen Schänibek Älimchanuly aus Kasachstan. Aufgrund einer Handverletzung konnte Fowler jedoch nicht zum Kampf antreten, wodurch sein Gegner durch Walkover automatisch ins Finale weiterkam.
Von Juli bis August 2014 nahm er an den Commonwealth Games in Schottland teil und gewann die Goldmedaille im Mittelgewicht. Er besiegte dabei Kyriakos Spanos aus Zypern, Kieran Smith aus Schottland, Nick Abaka aus Kenia, Benny Muziyo aus Sambia und im Finale Vijender Kumar aus Indien.
Beim europäischen Olympiaqualifikationsturnier in Samsun konnte er ein Ticket zur Teilnahme an den Olympischen Spielen 2016 lösen. Er hatte in der Vorrunde Konstantin Khvistani aus Georgien (3:0), im Achtelfinale Valeriu Sîrbu aus Moldawien (3:0) und im Viertelfinale Bogdan Juratoni aus Rumänien (2:1) besiegt, verlor im Halbfinale gegen Christian M'Billi-Assomo aus Frankreich (0:3), schlug aber beim Kampf um Platz 3 den Deutschen Xhek Paskali (3:0). Bei den Olympischen Spielen schied er dann im ersten Kampf gegen Schänibek Älimchanuly aus.
Auswahl int. Turniersiege
- April 2011: 1. Platz im Weltergewicht beim Gee Bee Turnier in Finnland
- April 2012: 1. Platz im Weltergewicht beim Olympic Gloves Turnier in Estland
- April 2013: 1. Platz im Mittelgewicht beim Feliks Stamm Tournament in Polen
- September 2013: 1. Platz im Mittelgewicht beim Ahmet Cömert Tournament in der Türkei
- November 2014: 1. Platz im Mittelgewicht beim Golden Belt Turnier in Rumänien

## Profikarriere
2017 wechselte Fowler unter dem Promoter Matchroom Sport ins Profilager und gewann sein Debüt am 27. Mai in der ersten Runde gegen den Letten Arturs Geikins. Seine erste Niederlage erlitt er am 30. März 2019 beim Kampf um den Titel WBA International knapp nach Punkten gegen den ebenfalls unbesiegten Scott Fitzgerald.
Am 2. August 2019 besiegte er Brian Rose (Bilanz: 31-5) einstimmig nach Punkten und wurde dadurch WBO Intercontinental Champion. Den Titel WBA International gewann er am 23. November 2019 einstimmig gegen Harry Scarff (8-0). Im März 2021 besiegte er Jorge Fortea (21-2) durch KO in der dritten Runde. Seinen WBA-International-Titel verlor er im Oktober 2021 durch eine TKO-Niederlage an Liam Smith (29-3).